# Hugonia
- Commons
- Wikispecies

Hugonia é um género botânico pertencente à família Linaceae.

## Sinonímia
- Durandea  Planch.

## Espécies
| - Hugonia acuminata - Hugonia afzelii - Hugonia angolensis - Hugonia arborescens - Hugonia batesi - Hugonia baumannii | - Hugonia belli - Hugonia brewerioides - Hugonia buchanani - Hugonia busseana - Hugonia macrophylla - Hugonia micans |

- Lista completa

## Classificação do gênero
| Sistema | Classificação                       | Referência               |
| ------- | ----------------------------------- | ------------------------ |
| Linné   | Classe Monadelphia, ordem Decandria | Species plantarum (1753) |